# Liga Sergipe de Futsal Série A
A Liga Sergipe de Futsal é a competição organizada por Maikon Douglas Santos Góis para disputa do título estadual entre os clubes de futsal amador de Sergipe. Geralmente vinte equipes participam da disputa que tem o inicio da competição na segunda quinzena do mês de março.

## Participantes em 2019
- Chapecoense Universitária (Aracaju)
- Atlético Maneiro Futebol Clube (Aracaju)
- Atlhética Fit Futsal (Aracaju)
- Barroso Futsal Clube (Aracaju)
- Baydeck Futsal (Aracaju)
- Clube Atlético Bragantino (São Cristóvão)
- Esporte Águias de Cristo (Aracaju)
- Nativos Futsal Clube (Aracaju)
- Farol Futsal Clube (Aracaju)
- Ajax Futsal Clube (Aracaju)
- Liverpool Futsal Clube (Aracaju)
- Mega Forma Futsal Clube (Aracaju)
- Esporte Clube Real Elite (Aracaju)
- Real Ipes Futsal Clube (Aracaju)
- Red Bull Futsal (Aracaju)
- Santos Futebol Clube (Barra dos Coqueiros)
- Industrial Futebol Clube (Aracaju)
- Sport Club Internacional (São Cristóvão)
- Santa Cruz Futsal Clube (São Cristóvão)
- West Ham Aracaju (Aracaju)

## Campeões
| Edição | Ano           | Campeão                         | Final | Vice-campeão                  | Terceiro colocado | Quarto colocado | Part. |
| ------ | ------------- | ------------------------------- | ----- | ----------------------------- | ----------------- | --------------- | ----- |
| 1ª     | 2019 Detalhes | Bragantino (1°) (São Cristóvão) | 3 — 2 | Internacional (São Cristóvão) |                   |                 | 20    |

## Títulos

### Títulos por clube
| Clube         | Campeão | Anos do Títulos | Vice | Anos dos Vices |
| ------------- | ------- | --------------- | ---- | -------------- |
| Bragantino    | 1       | 2019            | 0    |                |
| Internacional | 0       |                 | 1    | 2019           |

### Títulos por cidade
| Cidade        | Títulos | Vice |
| ------------- | ------- | ---- |
| São Cristovão | 1       | 1    |

## Artilheiros
| Artilheiros da Liga Sergipe Série A | Artilheiros da Liga Sergipe Série A | Artilheiros da Liga Sergipe Série A | Artilheiros da Liga Sergipe Série A |
| ----------------------------------- | ----------------------------------- | ----------------------------------- | ----------------------------------- |

| Ano  | Artilheiro            | Clube      | Gols |
| ---- | --------------------- | ---------- | ---- |
| 2019 | Raimundo Cesar Cortes | Real Elite | 9    |